# Domenico Semeraro
Domenico Semeraro, född den 3 februari 1967, är en schweizisk bobåkare.
Han tog OS-silver i herrarnas fyrmanna i samband med de olympiska bobtävlingarna 1994 i Lillehammer.